# The Old Maid (opera teatrale)
The Old Maid è un'opera teatrale di Zoë Akins, debuttata a Broadway nel 1935. Il dramma è tratto dall'omonimo racconto di Edith Wharton e rimase in scena a New York per 305 repliche. Vinse il Premio Pulitzer per la drammaturgia nel 1935.